# Procolobus foai
Procolobus foai — вид приматів родини мавпові (Cercopithecidae). 

## Поширення
В зустрічається у  Демократичній республіці Конго,  Республіці Конго,  Центральноафриканській Республіці та у Судані. 